# Thaeides theia
Thaeides theia is een vlinder uit de familie van de Lycaenidae. De wetenschappelijke naam van de soort werd als Thecla theia in 1870 gepubliceerd door William Chapman Hewitson.

## Synoniemen
- Thecla annandon Johnson, Kruse & Kroenlein, 1997